# Landesamt für Steuern Niedersachsen
Das Landesamt für Steuern Niedersachsen (LStN) ist eine Landesbehörde in Niedersachsen im Geschäftsbereich des Niedersächsischen Finanzministeriums.

## Nachgeordnete Dienststellen
- Festsetzungsfinanzämter: 49
- Finanzämter für Großbetriebsprüfung: 6
- Finanzämter für Fahndung und Strafsachen: 4
- Steuerakademie mit Standorten in Bad Eilsen und Rinteln
- Beschäftigte (Vollzeiteinheiten) insgesamt: 11.446
- Beschäftigte (Vollzeiteinheiten) im LStN: 679
- Steueraufkommen der Steuerverwaltung (Stand: 2022) : 46.450 Mio. Euro

(Quelle: )

## Geschichte
Die Behörde wurde am 2. Oktober 2017 gegründet und übernahm Teilaufgaben der aufgelösten Oberfinanzdirektion Niedersachsen. Für andere Teile wurde zur gleichen Zeit das Niedersächsische Landesamt für Bau und Liegenschaften (NLBL) gegründet. Bereits 2016 wurde das Niedersächsische Landesamt für Bezüge und Versorgung (NLBV) gegründet.